# Hyacinthe Housiaux
Hyacinthe Joseph Housiaux (Gesves, 8 augustus 1880 - Dinant, 19 augustus 1964) was een Belgisch volksvertegenwoordiger, senator en burgemeester.

## Levensloop
Housiaux was onderwijzer van opleiding.
In 1921 gemeenteraadslid in Mohiville en was er in 1921-1922 burgemeester. Hij werd in 1926 gemeenteraadslid van Rochefort en was er burgemeester in 1927-1928.
In 1921 werd hij verkozen tot katholiek volksvertegenwoordiger voor het arrondissement Dinant-Philippeville en vervulde dit mandaat tot in 1939. Hij werd vervolgens senator, van 1939 tot 1946. Hij vertegenwoordigde voornamelijk de middenstand.

## Publicatie
- L'agriculture, force nationale, Brussel, 1923.